# Amata karapinensis
Amata karapinensis là một loài bướm đêm thuộc phân họ Arctiinae, họ Erebidae.